# Anadyrknutt

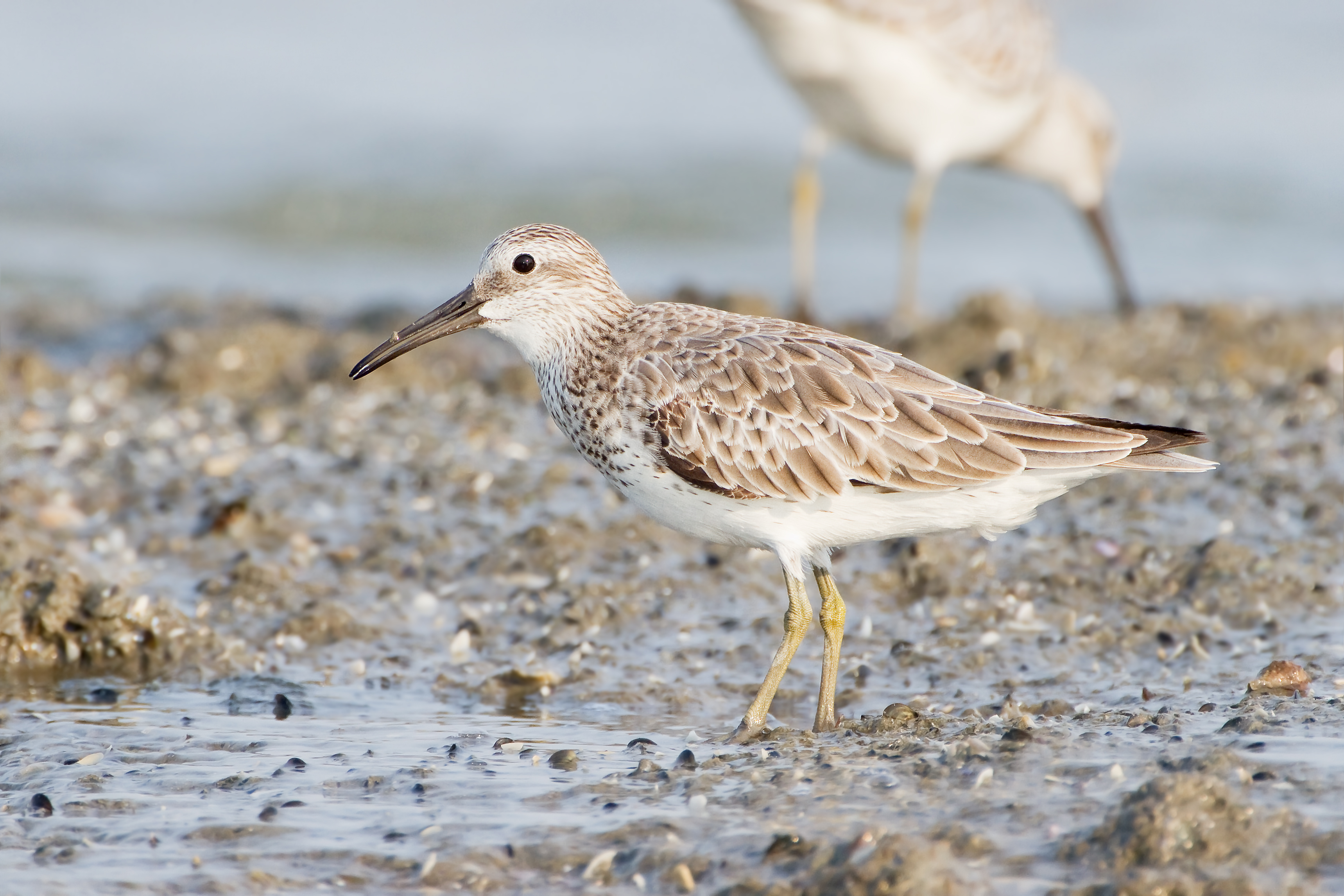

Der Anadyrknutt (Calidris tenuirostris), auch Großer Knutt genannt, ist ein Vogel aus der Familie der Schnepfenvögel. Er ist ein Brutvogel Sibiriens, der als Irrgast gelegentlich auch in Westeuropa und Nordamerika anzutreffen ist. Es sind keine Unterarten der Art beschrieben.

## Merkmale
Innerhalb der Gattung der Strandläufer ist der Anadyrknutt mit einer Körperlänge von 28 Zentimeter die größte Art. Er ist deutlich größer als der Knutt und hat einen auffallend längeren, dünneren und stärker abwärts gerichteten Schnabel.
Die Körperoberseite ist grau, die Unterseite hell mit dunklen Flecken oder Streifen. Im Prachtkleid ist das Brustgefieder dunkel und auf den Flanken zeigen sich dunkle, klar abgegrenzte Flecken. Beine und Schnabel sind dunkel. Bei den Jungvögeln ist das Rückengefieder dunkler sowie braun und weiß gesäumt. Vom Knutt unterscheidet sich der Anadyrknutt durch seine Größe, den längeren Schnabel sowie das Prachtkleid, in dem nur wenige Gefiederpartien bräunlich gefärbt sind.

## Verbreitung
Die Art brütet als Bodenbrüter in der sibirischen Tundra, besonders im nordöstlichen Sibirien. Das Gelege, das sich in einer Bodenmulde befindet, umfasst durchschnittlich vier Eier. Der Anadyrknutt ist ein Zugvogel, der überwiegend im östlichen Indien, an den Küsten der Malaiischen Halbinsel sowie vor allem im Norden und Westen Australiens überwintert. Eine kleine Population überwintert auch an den südlichen Küsten des Persischen Golfs und des Arabischen Meers. Das Überwinterungsgebiet reicht hier von den Vereinigten Arabischen Emiraten, den Osten Saudi-Arabiens, Omans bis nach Pakistan und den Nordwesten Indiens. Im Januar des Jahres 2000 wurden erstmals auch überwinternde Vögel an der Küste des Irans beobachtet. Auf welcher Zugroute diese Vögel in das Gebiet ziehen, ist nicht bekannt. Vermutet wird, dass diese Knutts entweder im äußersten Westen des Brutareals brüten oder aus einem noch nicht bekannten Brutgebiet stammen.
Der Anadyrknutt ist ein ausgesprochener Langstreckenzieher, der während des Zuges nur selten im Binnenland beobachtet wird und der zwischen den einzelnen Rastplätzen lange Distanzen zurücklegt. Die Weibchen verlassen das Brutareal bereits im frühen Juli. Die Männchen und die Jungvögel folgen Ende Juli. Ihre Zugstrecke scheint sie nach jetzigem Wissenstand direkt an die Küste zu führen, von wo aus sie südlich über das Ochotskische Meer und das Japanische Meer entlang der Küste von Ostchina und den Philippinen ziehen. Ziehende Anadyrknutts können im Südosten Sibiriens und im Osten Chinas von Ende Juli bis Ende Oktober beobachtet werden, wobei die Hauptzugzeiten in den August und September fallen. Adulte Vögel erreichen Australien gegen Ende August und zu Beginn des Septembers. Die diesjährigen Jungvögel treffen in der Regel im Oktober in Australien ein.
Ihre Überwinterungsquartiere im Nordosten Australiens verlassen die Anadyrknutts ab Ende März bis Mitte April. Vermutlich fliegen sie von dort aus direkt ohne Zwischenrast bis zu den Rastplätzen an der Küste Südchinas. Dort sind Anadyrknutts von Anfang April bis Anfang Juni zu beobachten. Ihre Brutareale im Nordosten Sibiriens erreichen Anadyrknutts in der zweiten Maihälfte oder zu Beginn des Junis. Vögel, die ihr erstes Lebensjahr noch nicht vollendet haben, kehren mit großer Wahrscheinlichkeit nicht in die Brutareale zurück, sondern übersommern in den tropischen Regionen ihres Verbreitungsgebietes.

## Lebensraum
Der Anadyrknutt brütet im subarktischen Hochland Nordostsibiriens. Bei den Brutarealen handelt es sich um arktisch-alpine Regionen, kahle oder steinige Bergrücken des Binnenlandes in Höhen zwischen 300 und 1.000 Metern. Charakteristisch für die Brutplätze sind große kahle und kiesige Flächen, die mit Flechten und einigen Kräutern bewachsen sind. In geeigneten Arealen wurden auf 9,5 Quadratkilometer 13 Brutpaare gefunden.
Außerhalb der Brutzeit hält er sich auf Schlammflächen und Sandbänken auf.

## Ernährung
Seine Nahrung, die hauptsächlich aus Muscheln und Insekten besteht, findet er überwiegend an Stränden und in Sumpfgebieten.

## Fortpflanzung
Die ersten Brutgebiete dieser Art wurden erst 1929 entdeckt, die Brutbiologie gilt als immer noch nicht vollständig erforscht.
Der Anadyrknutt ist ein monogamer Vogel. Sie sind territoriale Vögel und beide Elternvögel sind an der Aufzucht der Jungen beteiligt. Es scheint aber, als verließen die Weibchen das Gelege, bevor dieses geschlüpft ist. Bislang wurden nur Männchen beobachtet, wie sie Jungvögel führten. Das Nest ist eine Vertiefung im Moos auf einem erhöhten und steinigen Grad. Das Gelege besteht gewöhnlich aus vier graugelben Eiern, die sehr intensiv rotbraun gefleckt sind.

## Bestand
Der Bestand der Population wird von der IUCN als „stark gefährdet“ (endangered) gelistet. Potentiell bedroht ist der Vogel durch Jagd und Lebensraumverlust in Korea und China, beides Länder, die der Anadyrknutt auf seinem Zug in die Überwinterungsgebiete passiert. Auch in Victoria wird diese Art als „bedroht“ (endangered) aufgeführt. Er zählt zu den Arten, die unter das Agreement on the Conservation of African-Eurasian Migratory Waterbirds (AEWA) fallen.